# Kasem (taal)

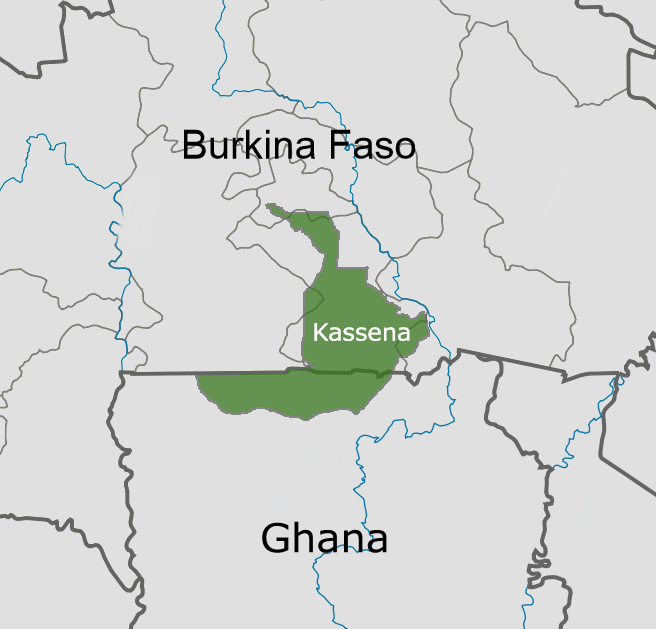
Kaart van het gebied waar de Kassena's leven

Kasem, ook wel Kasɩm, Kassem, Kasim of Kasena genoemd, is een Gurtaal die door meer dan 250 duizend mensen in het noordoosten van Ghana en middenzuiden van Burkina Faso wordt gesproken. Het is de taal van de Kassena.

## Schrift
Kasem gebruikt het Latijnse alfabet. De spelling die in Ghana wordt gebruikt wijkt enigszins af van die in Burkina Faso.
| Alfabet (Burkina Faso) | Alfabet (Burkina Faso) | Alfabet (Burkina Faso) | Alfabet (Burkina Faso) | Alfabet (Burkina Faso) | Alfabet (Burkina Faso) | Alfabet (Burkina Faso) | Alfabet (Burkina Faso) | Alfabet (Burkina Faso) | Alfabet (Burkina Faso) | Alfabet (Burkina Faso) | Alfabet (Burkina Faso) | Alfabet (Burkina Faso) | Alfabet (Burkina Faso) | Alfabet (Burkina Faso) | Alfabet (Burkina Faso) | Alfabet (Burkina Faso) | Alfabet (Burkina Faso) | Alfabet (Burkina Faso) | Alfabet (Burkina Faso) | Alfabet (Burkina Faso) | Alfabet (Burkina Faso) | Alfabet (Burkina Faso) | Alfabet (Burkina Faso) | Alfabet (Burkina Faso) | Alfabet (Burkina Faso) | Alfabet (Burkina Faso) | Alfabet (Burkina Faso) | Alfabet (Burkina Faso) | Alfabet (Burkina Faso) | Alfabet (Burkina Faso) |
| ---------------------- | ---------------------- | ---------------------- | ---------------------- | ---------------------- | ---------------------- | ---------------------- | ---------------------- | ---------------------- | ---------------------- | ---------------------- | ---------------------- | ---------------------- | ---------------------- | ---------------------- | ---------------------- | ---------------------- | ---------------------- | ---------------------- | ---------------------- | ---------------------- | ---------------------- | ---------------------- | ---------------------- | ---------------------- | ---------------------- | ---------------------- | ---------------------- | ---------------------- | ---------------------- | ---------------------- |
| A                      | Ǝ                      | B                      | C                      | D                      | E                      | Ɛ                      | F                      | G                      | H                      | I                      | Ɩ                      | J                      | K                      | L                      | M                      | N                      | NY                     | Ŋ                      | O                      | Ɔ                      | P                      | R                      | S                      | T                      | U                      | Ʋ                      | V                      | W                      | Y                      | Z                      |
| a                      | ǝ                      | b                      | c                      | d                      | e                      | ɛ                      | f                      | g                      | h                      | i                      | ɩ                      | j                      | k                      | l                      | m                      | n                      | ny                     | ŋ                      | o                      | ɔ                      | p                      | r                      | s                      | t                      | v                      | ʋ                      | v                      | w                      | y                      | z                      |

Daarnaast worden de tweeletterklanken ny, nw, ŋw en chw gebruikt.
| Alphabet (Ghana) | Alphabet (Ghana) | Alphabet (Ghana) | Alphabet (Ghana) | Alphabet (Ghana) | Alphabet (Ghana) | Alphabet (Ghana) | Alphabet (Ghana) | Alphabet (Ghana) | Alphabet (Ghana) | Alphabet (Ghana) | Alphabet (Ghana) | Alphabet (Ghana) | Alphabet (Ghana) | Alphabet (Ghana) | Alphabet (Ghana) | Alphabet (Ghana) | Alphabet (Ghana) | Alphabet (Ghana) | Alphabet (Ghana) | Alphabet (Ghana) | Alphabet (Ghana) | Alphabet (Ghana) | Alphabet (Ghana) | Alphabet (Ghana) | Alphabet (Ghana) | Alphabet (Ghana) |
| ---------------- | ---------------- | ---------------- | ---------------- | ---------------- | ---------------- | ---------------- | ---------------- | ---------------- | ---------------- | ---------------- | ---------------- | ---------------- | ---------------- | ---------------- | ---------------- | ---------------- | ---------------- | ---------------- | ---------------- | ---------------- | ---------------- | ---------------- | ---------------- | ---------------- | ---------------- | ---------------- |
| A                | B                | Ch               | D                | E                | Ɛ                | F                | G                | I                | J                | K                | L                | M                | N                | Ŋ                | O                | Ɔ                | P                | R                | S                | T                | U                | V                | W                | Y                | Z                |                  |
| a                | b                | ch               | d                | e                | ɛ                | f                | g                | i                | j                | k                | l                | m                | n                | ŋ                | o                | ɔ                | p                | r                | s                | t                | u                | v                | w                | y                | z                |                  |

Daarnaast worden de tweetekenklanken: gw, kw, ny, ch, ŋw en pw gebruikt.
Lange klinkers worden aangegeven door de verdubbeling van de klinker : aa, əə, ee, ɛɛ, ii, oo, ɔɔ en uu. Alhoewel Kasem een toontaal is, wordt de toonhoogte over het algemeen niet in schrift aangegeven, behalve bij een paar uitzonderingen, bijvoorbeeld bij het woord á (jij) met accent aigu.